# Malaxis boliviana
Malaxis boliviana är en orkidéart som först beskrevs av Rudolf Schlechter, och fick sitt nu gällande namn av Oakes Ames. Malaxis boliviana ingår i släktet knottblomstersläktet, och familjen orkidéer.
Artens utbredningsområde är Bolivia. Inga underarter finns listade i Catalogue of Life.